# 青木政美
青木 政美（あおき まさみ、1955年1月3日 - ）は、鹿児島県出身の元プロ野球選手（投手）。

## 来歴・人物
出水市立出水商業高等学校では、高校1年生の時からエースとして活躍してきた。これといった特別の記録は残していないが、将来性のある本格派投手だった。
1970年のドラフト会議で西鉄ライオンズに6位指名され入団。
一軍公式戦出場のないまま、1973年限りで引退した。引退後は鹿児島市内で食堂、だいこんの花を経営している。

## 詳細情報

### 年度別投手成績
- 一軍公式戦出場なし

### 背番号
- 54 （1971年 - 1973年）